# Paralcis brunnearia
Paralcis brunnearia är en fjärilsart som beskrevs av John Henry Leech 1897. Paralcis brunnearia ingår i släktet Paralcis och familjen mätare. Inga underarter finns listade i Catalogue of Life.